# كيفين جيبينس
كيفين جيبينس (مواليد 4 نوفمبر 1979) هو لاعب كرة قدم سابق من المملكة المتحدة.

## حياته الرياضية

### ساوثهامبتون
أول مباراة مع نادي ساوثهامبتون كانت في تاريخ 4 أبريل 1998 ضد شيفيلد وينزداي

### شولنج
انضم جيبينس الى نادي شولنج في 2004، بقي في النادي لمدة 8 سنوات.

### Blackfield & Langley
انضم له عام 2012

### اندوفير تاون
انضم له بعد مغادرة بلاكفيلد عام 2015 

## حياته الرياضية (مدير)
تم اعلان في 17 ديسمبر عام 2014 أن جيبينس سوف يصبح لاعب/مدير لنادي Blackfield & Langley بعد مغادرة جلين بيرنيت 

## روابط خارجية
- كيفين ساوثهامبتون
- بروفايل جيبينس
- كيفين جيبينس
- كيفين ( sporting heroes )